# Humoresque (film fra 1920)
Humoresque er en amerikansk stumfilm fra 1920 af Frank Borzage.

## Medvirkende
- Gaston Glass som Leon Kantor
- Vera Gordon som Mama Kantor
- Alma Rubens som Gina Berg
- Dore Davidson som Abrahm Kantor
- Bobby Connelly
- Helen Connelly som Esther Kantor
- Ann Wallack
- Sidney Carlyle som Mannie Kantor
- Joseph Cooper som Isadore Kantor
- Maurice Levigne
- Alfred Goldberg som Rudolph Kantor
- Edward Stanton
- Louis Stern som Sol Ginsberg
- Maurice Peckre som Boris Kantor
- Ruth Sabin som Mrs. Isadore Kantor
- Miriam Battista som Minnie Ginsberg